# Condado de Cowley (Kansas)
El condado de Cowley (en inglés: Cowley County) es un condado en el estado estadounidense de Kansas. En el censo de 2000 el condado tenía una población de 36.291 habitantes. Forma parte del área micropolitana de Winfield. La sede de condado es Winfield. El condado fue fundado el 26 de febrero de 1867 y fue nombrado en honor a Matthew Cowley, un teniente que murió en la Batalla de Little Rock durante la Guerra de Secesión.

## Geografía
Según la Oficina del Censo, el condado tiene un área total de 2.933 km² (1.133 sq mi), de la cual 2.917 km² (1.126 sq mi) es tierra y 16 km² (7 sq mi) (0,56%) es agua.

### Condados adyacentes
- Condado de Butler (norte)
- Condado de Elk (noreste)
- Condado de Chautauqua (este)
- Condado de Osage, Oklahoma (sur)
- Condado de Kay, Oklahoma (suroeste)
- Condado de Sumner (oeste)
- Condado de Sedgwick (noroeste)

## Demografía
En el  censo de 2000, hubo 36.291 personas, 14.039 hogares y 9.616 familias residiendo en el condado. La densidad poblacional era de 32  personas por milla cuadrada (12/km²). En el 2000 había 15.673 unidades habitacionales en una densidad de 14 por milla cuadrada (5/km²). La demografía del condado era de 90,13% blancos, 2,70% afroamericanos, 1,96% amerindios, 1,53% asiáticos, 0,01% isleños del Pacífico, 1,36% de otras razas y 2,30% de dos o más razas. 3,59% de la población era de origen hispano o latino de cualquier raza. 
La renta promedio para un hogar del condado era de $34.406 y el ingreso promedio para una familia era de $43.636. En 2000 los hombres tenían un ingreso medio de $31.703 versus $21.341 para las mujeres. La renta per cápita para el condado era de $17.509 y el 12,90% de la población estaba bajo el umbral de pobreza nacional.

## Ciudades y pueblos
| - Atlanta - Arkansas City - Burden | - Cambridge - Dexter - Geuda Springs | - Hackney - Maple City - Parkerfield | - Rock - Silverdale - Tisdale | - Udall - Winfield |